# Pfeiler (Bergbau)
Die Bezeichnung Pfeiler wird im Bergbau in mehrfacher und mehrdeutiger Form verwendet. Mit dem Begriff bezeichnet der Bergmann einerseits einen Lagerstättenteil, den man als Bergfeste jedweder Art stehen lässt. Andererseits bezeichnet der Bergmann auch Lagerstättenteile, die er bereits für den Abbau vorgerichtet hat, als Pfeiler.

## Grundlagen
Wenn man unter Tage einen Hohlraum erzeugt, kann man diesen nicht unbegrenzt groß erstellen, ohne das Hangende abzustützen. Um das Hangende abzustützen, bedient sich der Bergmann einer einfachen Methode, indem er kleine Teile der Lagerstätte oder des Nebengesteins stehen lässt. Diese stehengelassenen Gesteinsteile nennt der Bergmann dann Pfeiler. Sie dienen als senkrechte Tragelemente für das Hangende. Durch die Pfeiler wird das Hangende abgestützt, sodass es nicht zum Bruch kommen kann. Die Pfeiler müssen, je nach Festigkeit des Gesteins oder Minerals, bestimmte Abmessungen in Länge und Breite haben. Die Dimensionen der Pfeiler müssen aus Sicherheitsgründen zuvor vom Geologen berechnet werden, sodass eine möglichst gleichmäßige Pfeilerbelastung entsteht. Pfeiler, die aus nutzbaren Mineralien bestehen, werden oftmals am Ende des Abbaus auch noch hereingewonnen. Um das Hangende dennoch abzustützen, werden künstliche Pfeiler in Form von Streckenmauern, Bergeversatz oder Bergekästen ersatzweise zwischen Sohle und Firste erstellt. Diese Methode der Gewinnung von Restpfeilern wird häufig beim sogenannten Nachlesebergbau angewendet.

## Anwendung
Im Bergbau werden zur Verhütung eines Bruchs oftmals Teile der Lagerstätte, die als Pfeiler zur Stützung des Hangenden dienen, planmäßig und dauerhaft stehengelassen. Diese Technik wurde oftmals angewendet, wenn man das Gebirge und die Lagerstätte weiter untersuchen wollte. Diese Pfeiler werden auch als Bergfesten bezeichnet. Je nach Einsatzort werden sie als Schacht-, Stollen- oder Streckenpfeiler bezeichnet. Schachtpfeiler dienen zur Sicherung eines Schachtes. Stollenpfeiler und Streckenpfeiler werden stehengelassen, um entweder einen Stollen oder eine Strecke zu sichern. Des Weiteren werden im Pfeiler- bzw. Pfeilerbruchbau bereichsweise zum Abbau vorgerichtete Teile einer Lagerstätte als Pfeiler bezeichnet (siehe auch Abbauverfahren). Zu späterem Abbau vorgesehene, stützend stehengelassene, Bereiche einer Lagerstätte werden ebenfalls als Pfeiler bezeichnet. Der Begriff des Pfeilers muss von dem des Sicherheitspfeilers abgegrenzt werden. Dies sind oftmals ganze Lagerstättenteile, die z. B. im Steinkohlenbergbau verwendet werden, um einerseits das Hangende abzustützen und andererseits auch das Grubenwasser, das aus anderen Bergwerken stammt, aus dem eigenen Grubengebäude wegzuhalten.